# Saint-Georges de Moughni
Saint-Georges de Moughni (en arménien Մուղնի Սուրբ Գեւորգ) est un monastère arménien situé dans le marz d'Aragatsotn, dans la localité de Moughni, aujourd'hui incluse dans le territoire de la communauté urbaine d'Achtarak, non loin du canyon de la Kasakh.
Fondé au XIVe siècle, le monastère a été reconstruit de 1661 à 1669. Le principal bâtiment est l'église Sourp Gevorg (« Saint-Georges »), complétée d'une galerie, et entourée de murailles.

## Situation géographique
Pour des articles plus généraux, voir Aragatsotn et Ayrarat.
Situé sur un plateau surplombant la rivière Kasakh, Saint-Georges de Moughni est situé dans la localité de Moughni, à 2 km au nord-est d'Achtarak, aujourd'hui comprise dans son territoire, dans le marz d'Aragatsotn, en Arménie. Erevan est située à 20 km au sud-est.
Historiquement, Saint-Georges est situé dans le canton d'Aragatsotn de la province d'Ayrarat, une des quinze provinces de l'Arménie historique selon le géographe arménien du VIIe siècle Anania de Shirak.

## Histoire
Le monastère remonte au XIVe siècle mais est reconstruit à la période iranienne de 1661 à 1669 par l'architecte Sahak Khizanetsi, sous l'impulsion du vardapet Hovhannès. Une ode de Sayat-Nova, l'ode no 45 des Odes arméniennes, en donne une version, sans doute écrite lors de sa reconstruction ; elle dévoile les charmes fastueux de ce monastère.
Il est restauré en 1999.

## Bâtiments
Pour un article plus général, voir Architecture arménienne.
Le principal bâtiment est l'église Sourp Gevorg, complétée d'une galerie à rotonde, et entourée de murailles formant un rectangle et dotées de deux tours d'angle à l'ouest.
L'église Sourp Gevorg (« Saint-Georges ») est une croix inscrite à quatre appuis libres. Évoquant les églises du VIIe siècle avec sa coupole décalée vers l'ouest et ses piliers cruciformes, elle est surmontée d'un tambour cylindrique sur pendentifs coiffé d'une ombrelle ; les pierres de tuf utilisées pour sa construction sont de couleur grise et orange, formant des bandes ou des damiers. Son décor sculpté extérieur est principalement géométrique : les fenêtres au sud, à l'est et au nord sont entourées de moulures se prolongeant en croix au-dessus d'elles, tandis que les portes méridionale et occidentale s'inscrivent dans des chambranles cintrés ornés d'entrelacs, stalactites et torsades ; la dernière est en outre complétée par un tympan orné d'un décor végétal et de vases. Quant au tambour, il voit quatre de ses huit fenêtres surmontées des symboles des Évangélistes. Le décor intérieur de l'église, contemporain, est peint et alterne des fleurs « dans le goût persan », des anges et des saints.

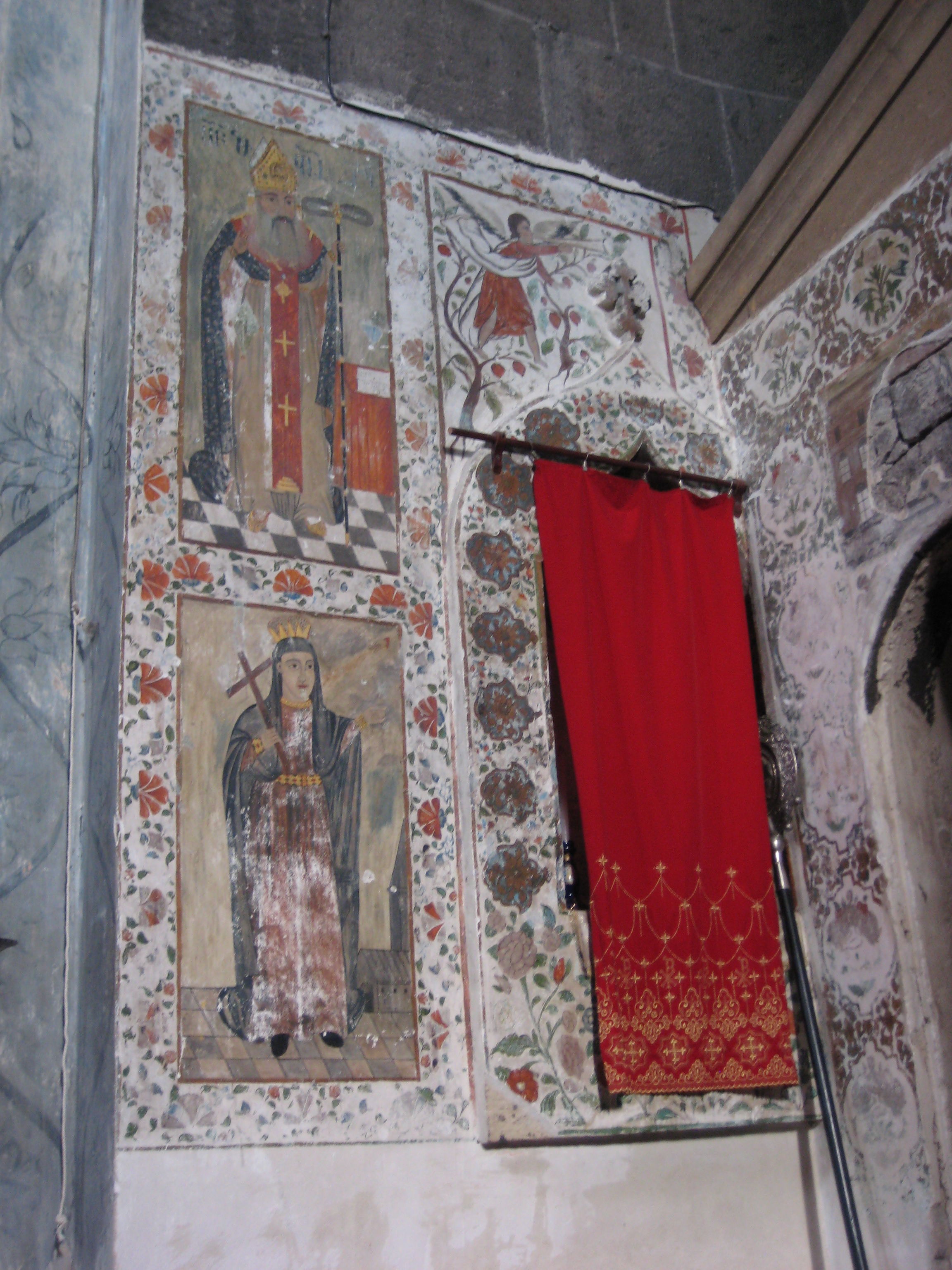
Saint Nicolas et sainte Hripsimé.
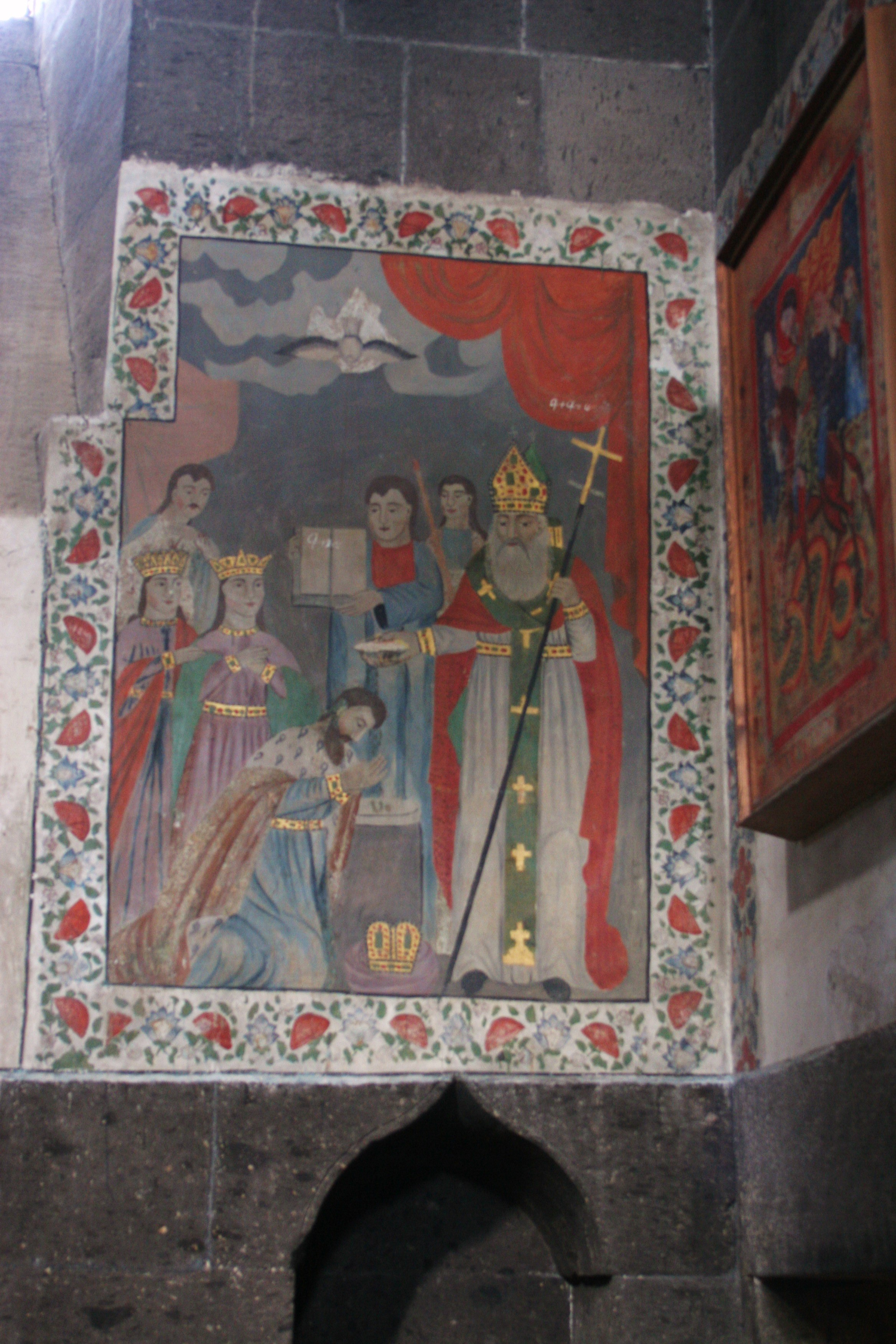
Saint Grégoire l'Illuminateur baptisant saint Tiridate.
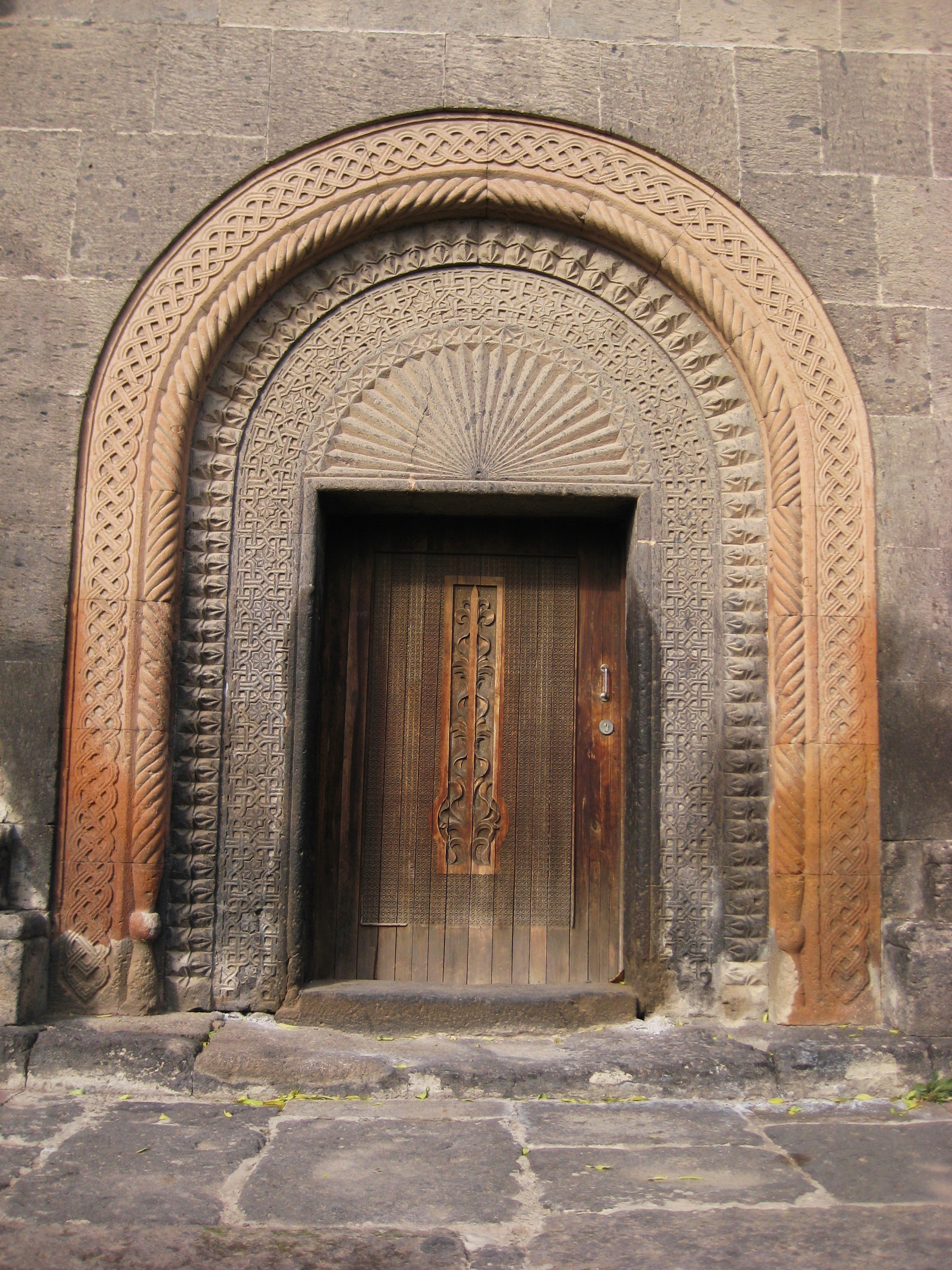
Porte méridionale.

L'église est complétée à l'ouest d'une galerie contemporaine à trois travées, dont la centrale, plus élevée, est surmontée d'une rotonde-clocher à douze colonnes. Cette galerie s'ouvre vers l'extérieur par trois grandes arcades.
Au nord-est, on trouve, adossés aux murailles, un réfectoire et des cellules. Enfin, le site comprend plusieurs khatchkars, dont un lui est antérieur et date de 986.